# إقليم براتيسلافا
 إقليم براتيسلافا (بالسلوفاكية: Bratislavský kraj) هو واحد من الثمانية أقاليم التي تشكل الجمهورية السلوفاكية. يقع الإقليم في غرب سلوفاكيا على الحدود النمساوية والحدود التشيكية.

## المناطق والمدن التابعة لإقليم براتيسلافا
يقسم الإقليم إلى ثمانية مناطق تضم أكثر من 73 بلدية.

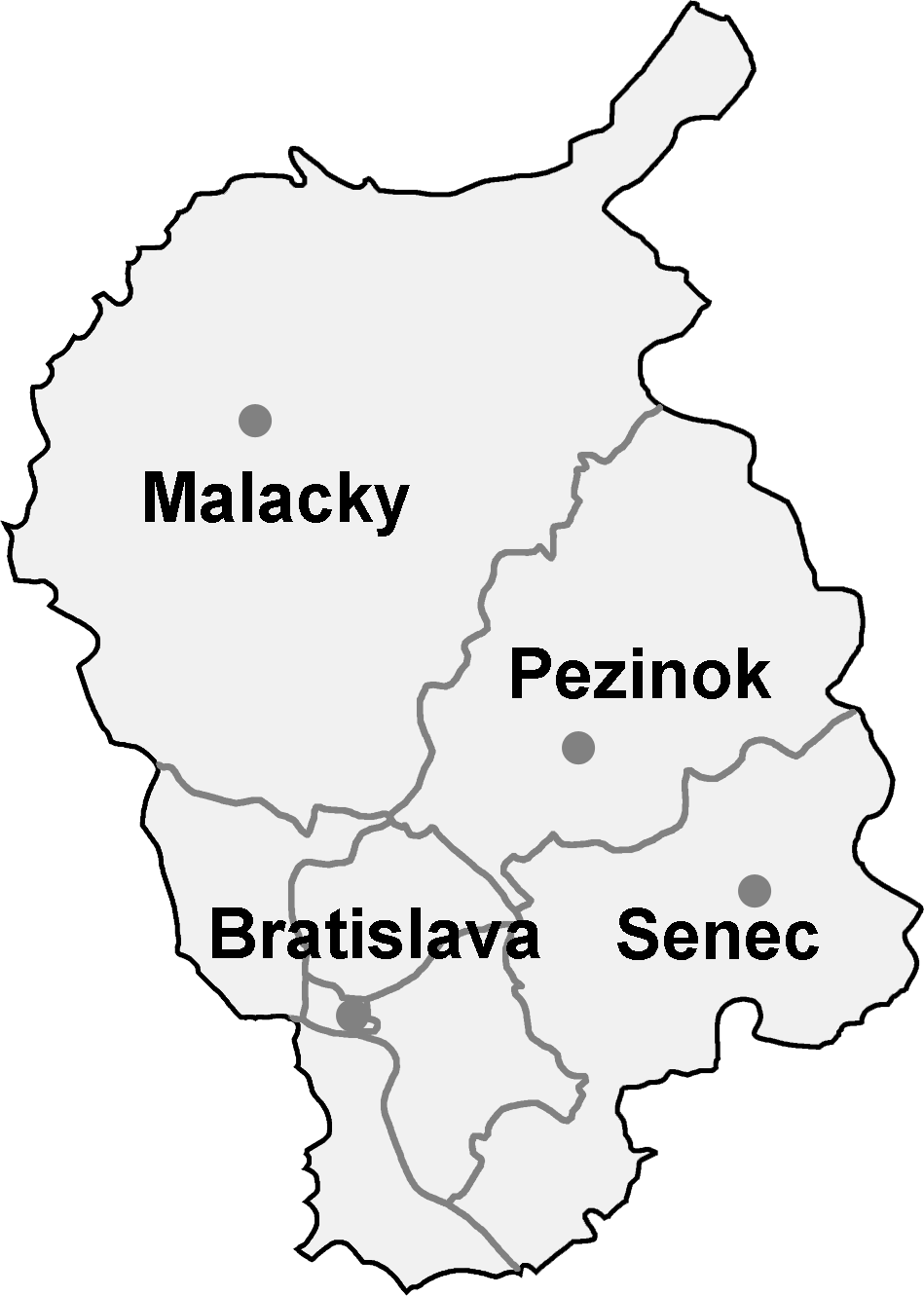
المناطق التابعة لإقليم براتيسلافا

- براتيسلافاI (بالسلوفاكية: Bratislava I).
- براتيسلافاII (بالسلوفاكية: Bratislava II).
- براتيسلافاIII (بالسلوفاكية: Bratislava III).
- براتيسلافاIV (بالسلوفاكية: Bratislava IV).
- براتيسلافاV (بالسلوفاكية: Bratislava V).
- بيزينوك (بالسلوفاكية: Pezinok).
- سينتس (بالسلوفاكية: Senec).
- مالاتسكي (بالسلوفاكية: Malacky).

## توأمة
لإقليم براتيسلافا اتفاقيات توأمة مع:
- شانغهاي (2003 - ).